# Цилма
Цилма (на руски: Цильма) е река в Архангелска област и Република Коми на Русия, ляв приток на Печора. Дължина 374 km. Площ на водосборния басейн 21 500 km².
Река Цилма води началото си на 209 m н.в., във възвишението Космински Камен (северната част на Тиманското възвишение), в североизточната част на Архангелска област. До устието на левия си приток Чирка тече в северна посока, до устието на Рудянка (ляв приток) – на изток, до устието на Мила – на югоизток, а след това до своето устие – отново в източна посока. По цялото си протежение долината ѝ е широка и плитка, силно залесена и заблатена, в която Цилма прави хиляди кривулици (меандри). Влива се отляво в река Печора, при нейния 415 km, на 11 m н.в., срещу село Уст Цилма (в Република Коми), разположено на противоположния бряг на Печора. Основни притоци: леви – Косма (251 km), Рудянка (67 km), Тобиш (393 km); десни – Мутная (84 km), Мила (186 km), Уса (132 km). Има смесено подхранване с преобладаване на снежното, с ясно изразено пролетно пълноводие през месец май. Среден годишен отток ва 54 km от устието 228 m³/s. Заледява се през октомври или 1-вата половина на ноември, а се размразява в края на април или началото на май. Плавателна е за плиткогазещи съдове на 59 km от устието, до село Трусово. По течението ѝ има пет постоянни населени места – селата Нонбург, Филипово, Трусово, Рочево и Синегорие.